# Matías Suárez
Matías Suárez (La Falda, 9 mei 1988) is een Argentijns-Belgisch voetballer. Hij speelt als aanvaller voor River Plate.

## Carrière
Suárez begon aan zijn carrière bij Unión San Vicente. Hij werd door zijn jeugdclub in 2005 getransfereerd naar Club Atlético Belgrano de Córdoba. Daar werd hij in het seizoen 2007/08 topschutter van de Primera B Nacional, waarna RSC Anderlecht hem ging halen. Dat jaar streed hij met zijn club om de promotie, waardoor de supporters van Belgrano niet tevreden waren met zijn transfer. Uiteindelijk lukte het Belgrano net niet om de promotie af te dwingen en verhuisde Suárez na een financieel getouwtrek toch naar paars-wit.
RSC Anderlecht aasde al langer op Suárez, maar in mei 2008 kwam de transfer plots in een stroomversnelling. Zijn club Belgrano stemde in met een transferprijs van circa 1,2 miljoen euro. Het was wel nog wachten op de toestemming van een rechter. Zijn ex-club Atletico Belgrano staat onder curatele vanwege de financiële problemen. Een bevoegde rechter moest andere clubs even de tijd geven om een hoger bod uit te brengen, maar dat kwam er dus niet. Suárez' doorbraak begon in het seizoen 2009/10. Zo scoorde hij zijn eerste doelpunt in de UEFA Champions League tegen Olympique Lyon.
Op 11 januari 2012 mocht hij de Gouden Schoen in ontvangst nemen. Suárez werd de eerste Zuid-Amerikaanse, en dus ook Argentijnse, winnaar van de prestigieuze voetbaltrofee. Hij volgde zijn gewezen ploegmaat Mbark Boussoufa op. Hij viel niet enkel op in de Belgische competitie, maar vooral door zijn Europese doelpunten in het seizoen 2011/12. Hij won de Gouden Schoen net voor Courtois en De Bruyne.
Op donderdag 26 juli 2012 werd bekendgemaakt dat Suárez voor vier jaar zou tekenen bij CSKA Moskou. CSKA zou 16 miljoen euro neertellen voor Suarez, waarvan 11 miljoen euro op de rekening van Anderlecht. Op 4 augustus 2012 raakte echter bekend dat Suárez de medische tests bij CSKA niet doorstond, waardoor de transfer niet doorging en Suárez speler van RSC Anderlecht bleef. In januari 2013 raakte hij uiteindelijk toch door de medische test, maar Suárez besloot alsnog in Anderlecht te blijven. Op 9 maart 2013 maakte hij tegen KV Mechelen zijn wederoptreden voor paars-wit. In de Play-off 1-wedstrijd tegen Racing Genk op 12 mei 2013 scoorde hij zijn eerste doelpunt na zijn blessure. Op 26 oktober 2013 raakte Suárez geblesseerd aan de voorste kruisband van zijn rechterknie. Daardoor was hij de rest van het seizoen 13/14 buiten strijd.
Matías Suárez verliet Anderlecht in juni 2016 voor zijn club van herkomst Belgrano, terwijl hij nog onder contract stond tot 2017. Op 25 januari 2019, na drie jaar procederen door Anderlecht veroordeelde het Hof van Arbitrage voor Sport (TAS) Suárez en zijn Argentijnse club Belgrano tot een boete van 1,4 miljoen euro wegens contractbreuk. Twee dagen later wordt Suárez voorgesteld als nieuwe aanvaller van de Argentijnse topclub River Plate. De transfer kostte 2,6 miljoen euro en de aanvaller tekende voor drie seizoenen.
Met River Plate won Suárez op 30 mei 2019 de CONMEBOL Recopa. In de heenwedstrijd won River Plate na verlengingen van Club Athletico Paranaense met 3–0. Suárez scoorde het derde doelpunt in de blessuretijd.

## Statistieken
| Seizoen         | Club            | Land                | Competitie         | Competitie | Competitie | Beker     | Beker     | Supercup | Supercup | Europees | Europees | Totaal | Totaal |
| Seizoen         | Club            | Land                | Competitie         | Wed.       | Dlp.       | Wed.      | Dlp.      | Wed.     | Dlp.     | Wed.     | Dlp.     | Wed.   | Dlp.   |
| --------------- | --------------- | ------------------- | ------------------ | ---------- | ---------- | --------- | --------- | -------- | -------- | -------- | -------- | ------ | ------ |
| 2005/06         | Belgrano        | Vlag van Argentinië | Primera B Nacional | 2          | 1          | 0         | 0         | —        | —        | 0        | 0        | 2      | 1      |
| 2006/07         | Belgrano        | Vlag van Argentinië | Primera División   | 17         | 1          | 0         | 0         | —        | —        | 0        | 0        | 17     | 1      |
| 2007/08         | Belgrano        | Vlag van Argentinië | Primera B Nacional | 36         | 11         | [ bron? ] | [ bron? ] | —        | —        | 0        | 0        | 36     | 11     |
| 2008/09         | RSC Anderlecht  | Vlag van België     | Eerste klasse      | 11         | 1          | 0         | 0         | 1        | 1        | 2        | 0        | 14     | 2      |
| 2009/10         | RSC Anderlecht  | Vlag van België     | Eerste klasse      | 35         | 11         | 3         | 0         | —        | —        | 13       | 4        | 51     | 15     |
| 2010/11         | RSC Anderlecht  | Vlag van België     | Eerste klasse      | 34         | 8          | 1         | 0         | 1        | 0        | 12       | 2        | 48     | 10     |
| 2011/12         | RSC Anderlecht  | Vlag van België     | Eerste klasse      | 35         | 12         | 0         | 0         | —        | —        | 10       | 7        | 45     | 19     |
| 2012/13         | RSC Anderlecht  | Vlag van België     | Eerste klasse      | 11         | 3          | 0         | 0         | 0        | 0        | 0        | 0        | 11     | 3      |
| 2013/14         | RSC Anderlecht  | Vlag van België     | Eerste klasse      | 11         | 6          | 1         | 1         | 1        | 0        | 3        | 0        | 16     | 7      |
| 2014/15         | RSC Anderlecht  | Vlag van België     | Eerste klasse      | 13         | 4          | 1         | 0         | 1        | 0        | 3        | 0        | 18     | 4      |
| 2015/16         | RSC Anderlecht  | Vlag van België     | Eerste klasse      | 16         | 4          | 0         | 0         | —        | —        | 4        | 0        | 19     | 4      |
| 2016/17         | Belgrano        | Vlag van Argentinië | Primera División   | 20         | 3          | 4         | 0         | —        | —        | 0        | 0        | 24     | 3      |
| 2017/18         | Belgrano        | Vlag van Argentinië | Primera División   | 24         | 5          | 1         | 0         | —        | —        | 0        | 0        | 25     | 5      |
| 2018/19         | Belgrano        | Vlag van Argentinië | Primera División   | 13         | 2          | 1         | 0         | —        | —        | 0        | 0        | 14     | 2      |
| 2018/19         | River Plate     | Vlag van Argentinië | Primera División   | 9          | 3          | 2         | 2         | —        | —        | 10       | 1        | 21     | 6      |
| 2019/20         | River Plate     | Vlag van Argentinië | Primera División   | 21         | 7          | 1         | 1         | —        | —        | 12       | 1        | 33     | 10     |
| 2020/21         | River Plate     | Vlag van Argentinië | Primera División   | 0          | 0          | 9         | 4         | —        | —        | 6        | 1        | 15     | 5      |
| 2021/22         | River Plate     | Vlag van Argentinië | Primera División   | 8          | 3          | 0         | 0         | —        | —        | 0        | 0        | 8      | 3      |
| Carrière totaal | Carrière totaal | Carrière totaal     | Carrière totaal    | 316        | 86         | 24        | 8         | 4        | 1        | 75       | 16       | 417    | 112    |

## Erelijst
RSC Anderlecht
- Eerste klasse: 2009/10, 2011/12, 2012/13, 2013/14
- Belgische Supercup: 2010, 2012, 2013, 2014

 River Plate
- CONMEBOL Recopa: 2019

Individueel
- Belgische Gouden Schoen: 2011
- Profvoetballer van het Jaar: 2012

1 Armani ·
2 Foyth ·
3 Tagliafico ·
4 Saravia ·
5 Paredes ·
6 Pezzella ·
7 Pereyra ·
8 Acuña ·
9 Agüero ·
10 Messi  ·
11 Di María ·
12 Marchesín ·
13 Funes Mori ·
14 Casco ·
15 Pizarro ·
16 De Paul ·
17 Otamendi ·
18 Rodríguez ·
19 Suárez ·
20 Lo Celso ·
21 Dybala ·
22 Martínez ·
23 Musso ·
Coach: Scaloni
1954: Rik Coppens · 1955: Fons Van Brandt · 1956: Vic Mees · 1957: Jef Jurion · 1958: Roland Storme · 1959: Lucien Olieslagers · 1960–61: Paul Van Himst · 1962: Jef Jurion · 1963: Jean Nicolay · 1964: Wilfried Puis · 1965: Paul Van Himst · 1966: Wilfried Van Moer · 1967: Fernand Boone · 1968: Odilon Polleunis · 1969: Wilfried Van Moer · 1970: Wilfried Van Moer · 1971: Erwin Vandendaele · 1972: Christian Piot · 1973: Maurice Martens · 1974: Paul Van Himst · 1975: Johan Boskamp · 1976: Rob Rensenbrink · 1977: Julien Cools · 1978: Jean-Marie Pfaff · 1979: Jean Janssens · 1980: Jan Ceulemans · 1981: Erwin Vandenbergh · 1982: Eric Gerets · 1983: Frank Vercauteren · 1984: Enzo Scifo · 1985–86: Jan Ceulemans · 1987: Michel Preud'homme · 1988: Lei Clijsters · 1989: Michel Preud'homme · 1990: Franky Van der Elst · 1991: Marc Degryse · 1992: Philippe Albert · 1993: Pär Zetterberg · 1994: Gilles De Bilde · 1995: Paul Okon · 1996: Franky Van der Elst · 1997: Pär Zetterberg · 1998: Branko Strupar · 1999: Lorenzo Staelens · 2000: Jan Koller · 2001: Wesley Sonck · 2002: Timmy Simons · 2003: Aruna Dindane · 2004: Vincent Kompany · 2005: Sérgio Conceição · 2006: Mbark Boussoufa · 2007: Steven Defour · 2008: Axel Witsel · 2009: Milan Jovanović · 2010: Mbark Boussoufa · 2011: Matías Suárez · 2012: Dieumerci Mbokani · 2013: Thorgan Hazard · 2014: Dennis Praet · 2015: Sven Kums · 2016: José Izquierdo · 2017: Ruud Vormer · 2018–19: Hans Vanaken · 2020: Lior Refaelov · 2021: Paul Onuachu · 2022: Simon Mignolet · 2023: Toby Alderweireld · 2024: Hans Vanaken